# Сковарч (остановочный пункт)
Сковарч (пол. Skowarcz) — остановочный пункт железной дороги в селе Сковарч в гмине Пщулки, в Поморском воеводстве Польши. Имеет 2 платформы и 2 пути.
Остановочный пункт на железнодорожной линии Варшава-Восточная — Гданьск-Главный, построен в 1919 году, когда эта территория была в составе Германской империи.